# Hobovše pri Stari Oselici
Hobovše pri Stari Oselici je naselje v Občini Gorenja vas - Poljane.